# 基里庫梅埃湖
基里庫梅埃湖是愛沙尼亞的湖泊，由沃魯縣負責管轄，長1.02公里、寬0.95公里，面積0.61平方公里，海拔高度183米，平均水深2.8米，最大水深3.5米，湖岸主要被森林覆蓋。
57°41′N 27°15′E / 57.683°N 27.250°E